# Edward Dwurnik
Edward Dwurnik (ur. 19 kwietnia 1943 w Radzyminie, zm. 28 października 2018 w Warszawie) – polski artysta współczesny. Jeden z najbardziej rozpoznawalnych i charyzmatycznych postaci polskiej sztuki powojennej. Zajmował się malarstwem, rysunkiem, grafiką oraz rzeźbą.

## Życiorys
Edward Dwurnik urodził się 19 kwietnia 1943 w Radzyminie pod Warszawą. Ojciec Władysław był właścicielem warsztatu galanterii metalowej, zaś matka artysty Władysława (z domu Kaszuba) zajmowała się obowiązkami związanymi z prowadzeniem gospodarstwa domowego, a w czasie wolnym zajmowała się hafciarstwem. W domu poza Edwardem było troje dzieci: Elżbieta (ur. 1939), Zofia (ur. 1947) oraz najmłodszy Józef (ur. 1949).
W 1958 Edward Dwurnik rozpoczął edukację w Państwowym Liceum Sztuk Plastycznych przy ulicy Łazienkowskiej w Warszawie, gdzie obecnie mieści się siedziba Muzeum Paderewskiego. W 1961 został z niej relegowany z powodu, jak sam przyznał, „bijatyki i palenia papierosów". Kontynuował naukę w Państwowym Liceum Ogólnokształcącym dla Pracujących w Otwocku, gdzie 8 czerwca 1963 roku zdał maturę. W tym czasie, oprócz pracy w warsztacie ojca, Dwurnik doskonalił swoje umiejętności artystyczne poprzez udział w zajęciach plastycznych w Młodzieżowym Domu Kultury oraz uczestnictwo w prywatnych lekcjach malarstwa prowadzonych przez Czesława Wdowiszewskiego i jego żonę Ninę.
W 1963 rozpoczął naukę na Wydziale Malarstwa Akademii Sztuk Pięknych w Warszawie. W latach 1966-1967 studiował na Wydziale Rzeźby, gdzie poznał Teresę Gierzyńską, swoją późniejszą partnerkę. Po siedmiu latach, w 1970, ukończył studia, otrzymując absolutorium w pracowni malarstwa profesora Eugeniusza Eibischa. Na pracę dyplomową Edwarda Dwurnika składała się seria obrazów „Dyplom” (1969-1970) oraz rozprawa seminaryjna „Rozumienie dzieła sztuki”, którą napisał pod okiem profesora Ksawerego Piwockiego.

## Twórczość

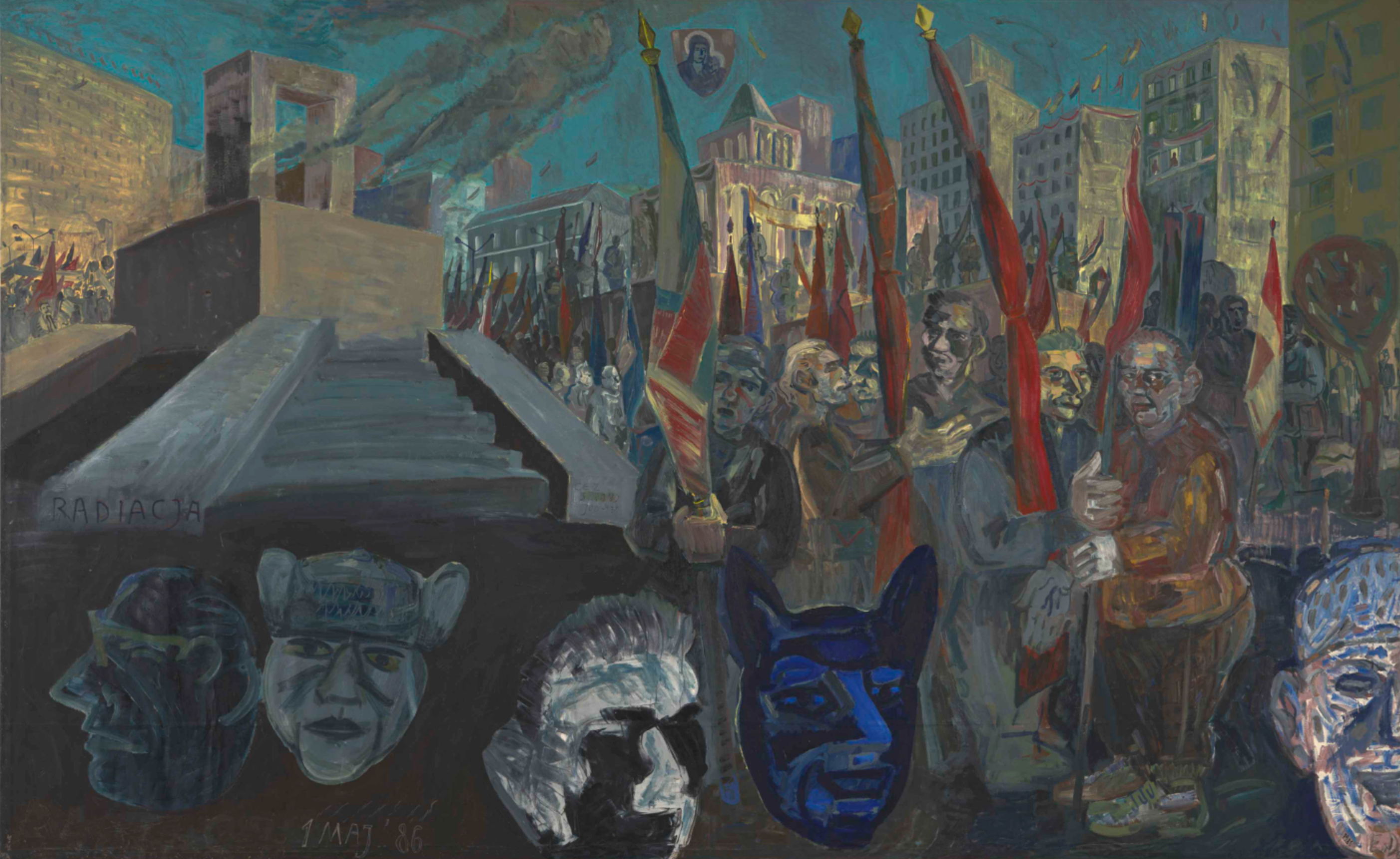
Obraz Edwarda Dwurnika, "1 maj 1986 (Radiacja)", cykl "Robotnicy", 276 cm x 451 cm, olej na płótnie, czerwiec 1986

Twórczość Dwurnika podzielona jest na rozbudowane serie malarskie, niektóre z nich przeplatające się i tworzone równolegle na przestrzeni lat. Był artystą niezwykle płodnym: w trakcie swojej wieloletniej kariery artystycznej stworzył ponad osiem tysięcy obrazów na płótnie oraz ponad dwadzieścia tysięcy prac na papierze, każdą z nich skrupulatnie opisując i dokumentując w prowadzonym przez siebie rejestrze. 
W 1965 po raz pierwszy zetknął się z twórczością artysty samouka Nikifora Krynickiego, pod którego wypływem ukształtował swój styl artystyczny, charakteryzujący się syntetycznym konturowym rysunkiem oraz  narracyjnością. Od tego momentu, twórczość Dwurnika nabrała nowego impulsu, a „Rysunek nr 1”, powstały po tym wydarzeniu i datowany na 13 czerwca 1965, zapoczątkował zapis jego pozaakademickiego dorobku. W wywiadzie z 1996 Dwurnik wspominał wystawę Krynickiego jako fundamentalną dla swojego rozwoju artystycznego: „Był moim największym mistrzem, właściwie jedynym. Nigdy nie przeżyłem większych emocji od tych, które wzbudziły we mnie jego obrazy oglądane na żywo”. W tym samym roku artysta podjął pracę nad cyklem „Podróże autostopem”, będącym najstarszą i najobszerniejszą serią w jego dorobku. Według katalogu prac artysty prowadzonego online przez Fundację Edwarda Dwurnika cykl ten zawiera ponad dwa i pół tysiąca prac. Tematem przedstawień był miejski pejzaż malowany z perspektywy lotu ptaka, z charakterystycznym nagromadzeniem motywów: ludzi oraz elementów architektonicznych. Zainspirowany malarstwem Krynickiego, artysta przejął, a następnie udoskonalił metodę oddawania wedut, opartą na uproszczonym rysunku oraz zastosowaniu plamy barwnej otoczonej ciemnym konturem. W pierwszych pracach z cyklu można zauważyć wyraźne podobieństwa stylistyczne względem kompozycji Nikifora. W kolejnych latach, Dwurnik stopniowo dodawał kolejne komponenty, nadając zabudowie trójwymiarowość oraz wprowadził repertuar motywów, który nie występował w twórczości rysownika z Krynicy.  W latach 90., w ramach cyklu powstały także dwie nieoficjalne pod-serie: „Miasta diagonalne” i „Niebieskie miasta”. Cykl „Podróże autostopem” jest opatrzony numerem dziewiątym i nie należą do niego przedstawienia Warszawy, której krajobrazom artysta poświęcił oddzielny cykl o numerze jedenastym zatytułowany „Warszawa”. 

Pierwsza solowa wystawa Edwarda Dwurnika odbyła się w Galerii Współczesnej w Warszawie w 1971. Zaprezentował wówczas obrazy z cyklów: „Dyplom” (1969-1970), „Gipsowy plener” (1970-1971), „Droga” (1970-1971), „Różne błękity” (1971) oraz rysunki z serii „Namiętności” (1969). Dwurnik był już w pełni ukształtowanym artystą, którego doceniono za „buntowniczą postawę” oraz „wnioski wyciągnięte z najrozmaitszych nurtów młodzieżowej antysztuki”. W 1967, podczas swojej pierwszej podróży zagranicznej do Paryża zetknął się z twórczością Bernarda Buffeta, która w znaczący sposób wpłynęła na ekspresyjny styl jego malowania.

Obraz Edwarda Dwurnika „Wawel”, nr inw. 9216. Dar malarza dla Zamku Królewskiego na Wawelu w roku 2010

W 1972 rozpoczął tworzenie cyklu „Sportowcy”, którego premierowy pokaz miał miejsce w krakowskiej Galerii Arkady w 1974. Nazwa serii nawiązywała do powszechnie palonych w okresie komunizmu papierosów marki „Sport”. W swoich pracach artysta skupił się na ukazywaniu przeciętnych ludzi oraz ich zwyczajnych problemów, które były charakterystyczne dla życia w Polsce Ludowej. Seria ta jest uznawana za jedno z najcenniejszych dzieł dokumentujących codzienność PRL-u. W ciągu prawie dwudziestu lat pracy nad tym cyklem, Edward Dwurnik stworzył dwieście siedemdziesiąt cztery płótna.
W latach 1975-1991 artysta pracował nad serią malarską zatytułowaną „Robotnicy”. Lata 80. były dla niego czasem burzliwym, a wydarzenia polityczne w kraju miały istotny wpływ na tematykę jego malarstwa. Przełomowe wydarzenia - strajki robotnicze, narodziny ruchu „Solidarność”, rzeczywistość stanu wojennego, a także pierwsze wolne wybory i zmiana systemu - zaowocowały stworzeniem przez artystę serii dwustu sześćdziesięciu obrazów, a także kilku setek rysunków, kolaży i grafik. Płótna z cyklu „Robotnicy” namalowani są dynamicznymi pociągnięciami pędzla i utrzymane w ciemnej tonacji.  W 1972 roku zaangażował się w działalność ruchu artystycznego „O poprawę”. Był jego członkiem do roku 1977.
W 1981, w ramach serii malarskiej „Warszawa”, Edward Dwurnik zawarł proroczą wizję stanu wojennego, który został ogłoszony 13 grudnia tego samego roku. W zimowej scenerii stolicy artysta umieścił wrony na śniegu, zasieki z drutu kolczastego oraz czołgi na pustych ulicach, co stanowiło wyrazistą metaforę nadchodzących wydarzeń.
Mimo zawirowań politycznych w kraju, przełom lat 70. i 80. był dla Edwarda Dwurnika okresem licznych sukcesów zarówno w dziedzinie zawodowej, jak i osobistej. W 1978 odbyła się jego pierwsza indywidualna wystawa za granicą, prezentowana w galerii Georga van Almsick w Gronau-Epe. Rok później, na świat przyszła córka artysty, Apolonia Dwurnik. W tym samym czasie rozpoczął pracę nad cyklem „Krzyż” (1979-1991), który eksplorował ikonografię ukrzyżowania. W 1982, jako jedyny Polak, wziął udział w prestiżowej wystawie „documenta 7” w Kassel, gdzie miał okazję poznać słynnego niemieckiego artystę Josepha Beuysa. Pięć lat później, w 1987 odbyła się pierwsza muzealna ekspozycja prac Dwurnika w Muzeum Narodowym we Wrocławiu.
Początek lat 90. wyznaczają zaangażowane politycznie cykle malarskie, takie jak „Droga na wschód” (1989-1991) poświęcony ofiarom reżimu stalinowskiego oraz „Od grudnia do czerwca” (1990-1993) będący hołdem dla dziewięćdziesięciu sześciu osób zamordowanych podczas stanu wojennego wymienionych w raporcie Sejmowej Komisji Nadzwyczajnej do Zbadania Działalności MSW. W latach 1991-1994 pracował nad serią „Niech żyje wojna!”, która komentowała i krytykowała tragiczne wydarzenia w byłej Jugosławii. W tym samym czasie powstały zainspirowane widokami morza płótna z cyklu „Błękitny” (1992-2018) oraz pełne poczucia humoru obrazy z cyklu „Wyliczanka” (1996-1999).
W latach 2000-2018 w ramach serii „XXV” tworzył abstrakcyjne obrazy utrzymane w estetyce action painting, których prezentacja zatytułowana „Edward Dwurnik. Thanks Jackson”, odbyła się 2005 w krakowskiej Galerii Bunkier Sztuki. W tym samym czasie powstały również wielkoformatowe obrazy wchodzące w dialog z twórczością Jana Matejki, czego przykładem jest „Bitwa pod Grunwaldem” z 2010 namalowana w 600-lecie historycznego zwycięstwa. 
Od 2019 roku Edward Dwurnik jest reprezentowany na rynku sztuki przez Galerię Raster w Warszawie.

## Życie prywatne
W 1968 wziął ślub z fotografką Teresą Gierzyńską, z którą pozostawał w związku do 2003. Ich córka, Pola (Apolonia) Dwurnik, urodziła się w 1979 i zajmuje się malarstwem i grafiką. Od 1983 mieszkali na warszawskiej Sadybie, gdzie obecnie znajduje się siedziba Fundacji Edwarda Dwurnika prowadzona przez rodzinę artysty.

## Wybrane wystawy indywidualne[26]
1965 Edward Dwurnik. Malarstwo, lokal NOT, Kielce
1971 Edward Dwurnik. Obrazy i rysunki, Galeria Współczesna, Warszawa
1977 Edward Dwurnik. Wystawa malarstwa, Galeria Kordegarda, Warszawa
1978 Edward Dwurnik. Malarstwo, Ośrodek Propagandy Sztuki, Łódź
1985 Edward Dwurnik. Schilderijen, tekeningen en beelden, Stedelijk Van Abbemuseum, Eindhoven
1985 Edward Dwurnik. Paintings from 1980-1984, Asperger&Bischoff Gallery Inc., Chicago
1986 Edward Dwurnik. Zeichnungen, Kunstverein 
1987 Edward Dwurnik, Benjamin Rhodes Gallery, Londyn
1988 Dwurnik. Malarstwo, BWA, Olsztyn
1990 Droga na Wschód, Centrum Sztuki Współczesnej Zamek Ujazdowski, Warszawa
1992 Niech żyje wojna!, Galeria Zderzak, Kraków
1994 Edward Dwurnik. Retrospektive, Wüttembergischer Kunstverein, Stuttgart
1997 Od Grudnia do Czerwca, Muzeum Okręgowe im. Leona Wyczółkowskiego w Bydgoszczy, Muzeum Górnośląskie w Bytomiu
1999 Edward Dwurnik. Malarstwo, Państwowa Galeria Sztuki w Sopocie
2001 Edward Dwurnik. Malarstwo. Próba retrospektywy, Galeria Zachęta, Warszawa
2003 Edward Dwurnik. Malarstwo, Galeria Biała, Lublin
2004 Malarei & Zeichnungen, k9 aktuelle Kunst, Hanover 
2005 Thanks Jackson, Bunkier Sztuki, Kraków
2013 Edward Dwurnik. Obłęd, retrospektywa, Muzeum Narodowe, Kraków
2018 75 x 75, retrospektywa, Państwowa Galeria Sztuki w Sopocie
2019 Zbiórka na placu, Galeria Raster, Warszawa
2019 Edward Dwurnik (1943-2018), Mazowieckie Centrum Sztuki Współczesnej Elektrownia, Radom
2021 Edward Dwurnik. Polska, Znaki Czasu. Centrum Sztuki Współczesnej w Toruniu, Toruń
2022 Sosny, Galeria Raster, Warszawa
2025 Edward Dwurnik. Portret z natury, Fundacja Edwarda Dwurnika, Warszawa

## Wybrane wystawy zbiorowe[30]
1971 Warszawa w sztuce, Dom Artysty Plastyka, Warszawa
1977 CDN - Prezentacje sztuki młodych, Warszawa 
1979 IV International Drawing Biennale, Cleveland 
1982 documenta 7, Kassel
1984 V Biennale de Paris
1985 Nouvelle Biennale de Paris, Grande Halle de la Vilette, Paryż
1987 XIX Bienal Internacional de Arte Sao Paulo
1990 Sztuka stanu wojennego. Zima 81/82, Muzeum Narodowe, Wrocław
1990 Raj utracony, Centrum Sztuki Współczesnej Zamek Ujazdowski, Warszawa
1994-1995 Der Riss im Rau / Rysa w przestrzeni, Martin-Gropius-Bau, Berlin; Zachęta Narodowa Galeria Sztuki, Warszawa
1997 Sztuka z Polski 1945-1996, Muzeum Sztuk Pięknych, Budapeszt
1999 Generacje. Sztuka polska końca/początku wieku w Sankt Petersburgu, Galeria Maneż, Sankt Petersburg 
2000 Uważaj, wychodząc z własnych snów. Możesz się znaleźć w cudzych, Zachęta Narodowa Galeria Sztuki, Warszawa
2000 Obrazy śmierci, Muzeum Narodowe w Krakowie
2000 Polonia, Polonia, Galeria Sztuki Współczesnej Zachęta, Warszawa
2001 Hommage à Paul Klee, Muzeum Narodowe, Warszawa
2003 Pochwała litografii, Galeria Test, Warszawa
2011 Tür an Tür. Polen – Deutschland. 1000 Jahre Kunst und Geschichte / Obok. Polska - Niemcy. 1000 lat historii w sztuce, Martin-Gropius-Bau, Berlin
2015 Future Present, Schaulager, Bazylea
2022 Walka o ulice, Muzeum Sztuki Nowoczesnej — Muzeum nad Wisłą, Warszawa
2024 Nie pytaj o Polskę, Znaki Czasu. Centrum Sztuki Współczesnej w Toruniu, Toruń

## Prace w zbiorach
Dzieła Edwarda Dwurnika znajdują się w licznych zbiorach publicznych oraz prywatnych, w Polsce i za granicą, m.in. w wiedeńskiej Albertinie, Museum Ludwig w Kolonii, Van Abbemuseum w Eindhoven, Museum of Modern Art w Nowym Jorku, Hirshhorn Museum and Sculpture Garden w Waszyngtonie, a także w Muzeum Sztuki Nowoczesnej w Warszawie, Zachęcie Narodowej Galerii Sztuki w Warszawie, muzeach narodowych w Warszawie, Krakowie, Gdańsku, Poznaniu, Wrocławiu, Łodzi, Olsztynie i Szczecinie. Prace Dwurnika są również obecne w kolekcjach instytucjonalnych m.in. Fundacji Sztuki Polskiej ING oraz Banku Polskiego PKO.

## Fundacja Edwarda Dwurnika
Fundacja Edwarda Dwurnika została założona w 2019 z inicjatywy córki artysty Apolonii Dwurnik. Organizacja ta angażuje się w rozliczne działania mające na celu kompleksową opiekę nad dziedzictwem artystycznym Edwarda Dwurnika oraz szeroko zakrojoną popularyzację jego twórczości. Do głównym celów fundacji należą:
Badania nad twórczością artysty: Fundacja prowadzi projekty badawcze dotyczące życia oraz spuścizny Edwarda Dwurnika, mające na celu zgłębienie jego bogatej i zróżnicowanej twórczości. Udostępnia ona kompleksowy katalog online zawierający docelowo wszystkie prace artysty, umożliwiając tym samym dostęp do jego dzieł szerokiej publiczności na całym świecie.
Edukacja artystyczna: Fundacja organizuje warsztaty, wykłady i prelekcje, mające na celu przybliżenie życia i oeuvre Edwarda Dwurnika. 
Działalność wydawnicza: Fundacja przygotowuje publikacje i katalogi poświęcone twórczości artysty, co przyczynia się do upowszechniania wiedzy na temat dorobku Dwurnika i fundamentalnego wpływu, jaki wywarł na polską sztukę współczesną. Pierwszą publikacją Fundacji jest monograficzne albumowe opracowanie cyklu malarskiego „Robotnicy”, wydane w listopadzie 2023 roku.
Działalność wystawiennicza: Fundacja dwa razy w roku organizuje wystawy w swojej siedzibie przy ulicy Nałęczowskiej 25 w Warszawie. Między innymi wiosną 2025 roku odbyła się wystawa „Edward Dwurnik, Portret z natury” upamiętniająca współpracę Dwurnika z reżyserem filmowym Andrzejem Szczygłem. 
Kolekcja prac Edwarda Dwurnika: Fundacja tworzy reprezentatywną kolekcję prac Edwarda Dwurnika, obejmującą różnorodne wątki i motywy obecne w jego twórczym dorobku. 

## Śmierć
Edward Dwurnik zmarł w swoim domu na warszawskiej Sadybie 28 października 2018 w wyniku choroby nowotworowej płuc. Pogrzeb artysty odbył się 5 listopada 2018. Malarz został pochowany w Alei Zasłużonych na Cmentarzu Wojskowym na warszawskich Powązkach (kwatera G, rząd tuje, miejsce 41).

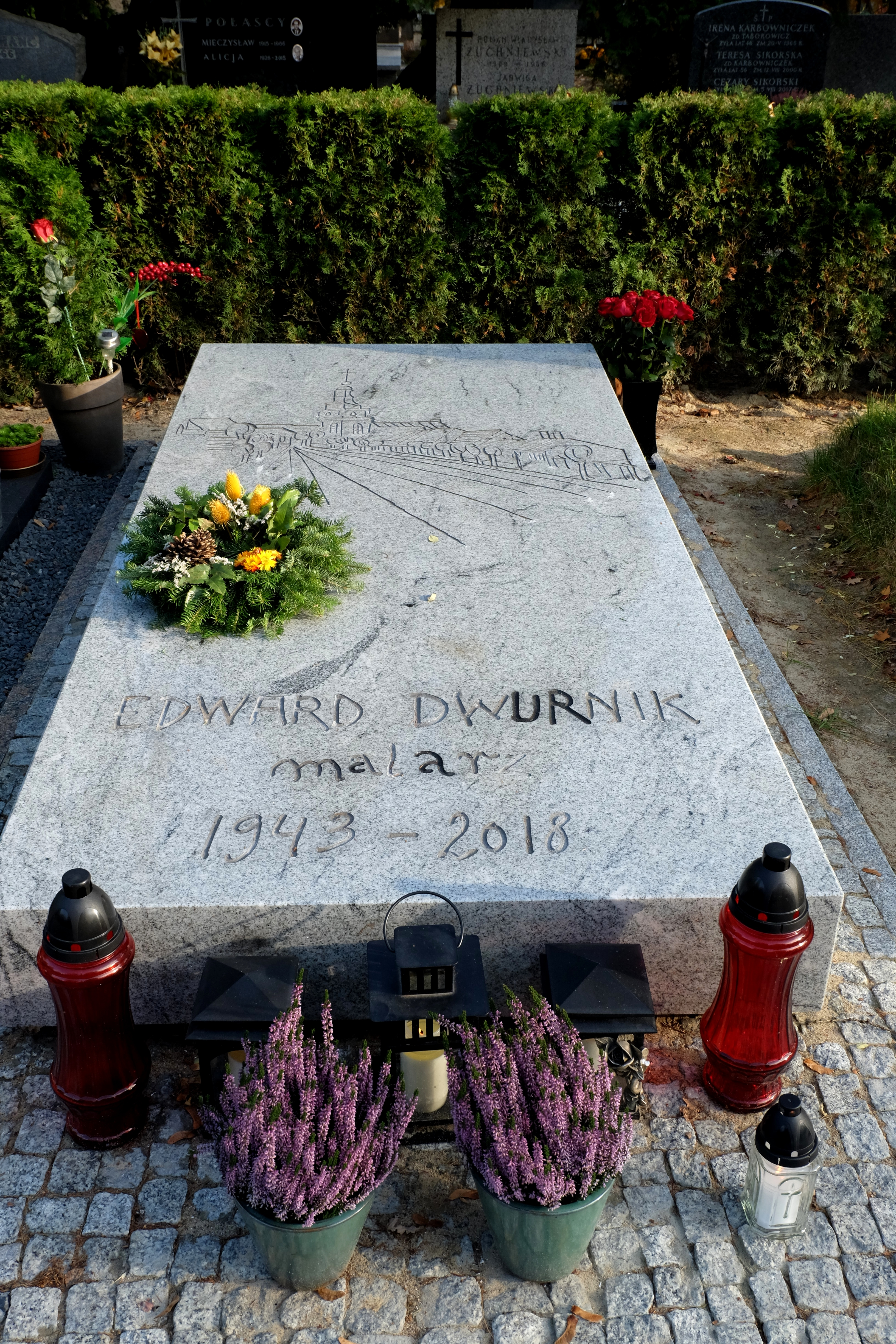
Grób malarza Edwarda Dwurnika na Cmentarzu Wojskowym na Powązkach w Warszawie

## Odznaczenia
- Nagroda Kulturalna „Solidarności” (1983)[44]
- Krzyż Oficerski Orderu Odrodzenia Polski (2014)[45]
- Złoty Medal „Zasłużony Kulturze Gloria Artis” (2015)[46][47]